# قرا
قُرا اولین گروهی از اعراب بودند که در جنگ‌های صدر اسلام علیه ساسانیان وارد کارزار شده بودند و آنها زمین‌های حاصل‌خیز ناحیه سواد کوفه که رها شده بود را اشغال کرده‌بودند. اما این گروه‌های روستانشین را بعضی از تاریخ‌نگاران متاخر اسلامی، «قاریان قرآن» خواندند؛ و این معنا، با گذشت زمان، معنای متداول و پذیرفته شده واژه «قُرا» گشت. لفظ قُرا (مفرد: قاری) در تاریخ‌نگاری عربی، نخستین بار به گروهی از عراقی‌هایی گفته شد که علیه عثمان شوریده بودند و پس از آن علیه علی شوریدند که در نتیجه آن، علی حکمیت را پذیرفت. در اروپا، قُرا به معنی «قاریان قرآن» متداول گشت.
برونو اولین تاریخ‌نگاری بود که تلاش کرد نقش قرّاء را به‌عنوان گروهی مستقل در درون جنبش ناهمگون خوارج ارزیابی کند. نتایج برونو تا حدی توسط ولهاوزن رد شد. ولهاوزن معتقد بود که قرّاء یک جنبش خودمختار نبودند که در مقطعی خاص با خوارج ادغام شده باشند. او ادعا کرد که قرّاء ارتباط نزدیکی با فقهای دانشمند داشتند و حلقه‌ای گسترده‌تر از افراد پارسا را پیرامون این فقها، که هسته اصلی مردان دارای دانش دینی بودند، تشکیل می‌دادند. به نظر ولهاوزن، تعصب دینی قرّاء، که با تأملات دقیق محدود نشده بود، آن‌ها را وادار کرد تا علیه مرجعی اسلامی که به باور آن‌ها در اجرای احکام کتاب مقدس کوتاهی کرده بود، اقدام کنند. اشتیاق آن‌ها برای اسلام برای اولین بار زمانی آشکار شد که در نبرد علیه شورشیان رده (نبرد یمامه یا عَقربا) شرکت کردند. در جنگ علی علیه طلحه و زبیر، آن‌ها از علی حمایت کردند و در جنگ ناکام او علیه معاویه نیز از او پشتیبانی نمودند. هنگامی که شامیان پیشنهاد کردند به قضاوت قرآن رجوع شود، ابتدا با موافقت علی با این پیشنهاد همراهی کردند، اما بعداً، وقتی نتایج فاجعه‌بار داوری آشکار شد، علیه علی موضع گرفتند و او را به شدت سرزنش کردند که چرا قضاوت انسانی را به قضاوت الهی ترجیح داده است. در قیام‌های خوارج علیه علی و بعدها علیه امویان، گفته می‌شود که قرّاء از تندروترین تحریک‌کنندگان بودند. روایت ولهاوزن از قرّاء دیدگاه کلی او را درباره احزاب اولیه اسلامی نشان می‌دهد که نتیجه تعارض سیاسی-مذهبی بودند. این دیدگاه، که به بررسی توسعه تفکر سیاسی و دینی در اسلام پرداخته، بسیار ثمربخش بوده است، اما مانع از درک ما از تعارض‌های اجتماعی همراه با نزاع‌های دینی می‌شود. بنابراین، تا همین اواخر، ویژگی قرّاء به‌صورت مبهم یا حتی گمراه‌کننده توصیف شده بود. اگر قرّاء واقعاً گروهی بودند که به شیوه خاصی از تلاوت قرآن یا دیدگاه خاصی درباره اعتبار احکام قرآنی پایبند بودند، چرا هیچ اثری از چنین گروهی در رساله‌های کفرشناسی یا تلاوت قرآن یافت نمی‌شود؟ علاوه بر این استدلال از سکوت (argumentum e silentio)، تردید وجود دارد که آیا فرض تقریباً پذیرفته‌شده ولهاوزن درست بوده که قرّاء تنها پس از شکست سیاسی علی، با پشیمانی از شکست خیالی خود، به طرفداران متعصب قرآن تبدیل شدند. زیرا طبق منابع، آن‌ها هرگز کاملاً از هواداران سرسخت علی نبودند؛ بنابراین دلیلی نداشت که خود را خائن بدانند، چرا که خودشان علی را به پذیرش تعیین دو داور ترغیب کرده بودند.
تحقیقات اخیر در این زمینه تمایل داشته‌اند گروه‌های اجتماعی را در نظر بگیرند و در اصل ایده برونو را از سر بگیرند. در مطالعه‌ای دقیق درباره هم‌راستایی‌های سیاسی کوفه، جی. ام. هیندز تصویر کاملاً جدیدی از قرّاء ترسیم کرده است. او بیان می‌کند که گروهی به نام قرّاء ابتدا به‌صورت مشترک علیه سعید بن العاص، فرماندار عثمان در کوفه تا سال ۳۳ هجری/۶۵۳ میلادی، اقدام کردند. شواهد ارائه‌شده توسط هیندز نشان می‌دهد که بیشتر آن‌ها افرادی بودند که در آغاز فتوحات در جنوب عراق ساکن شده و از این رو برخی امتیازات را به دست آورده بودند. اما در زمان عثمان، وضعیت سیاسی در جنوب عراق به‌سرعت در حال تغییر بود: آن دسته از مهاجران اولیه که نتوانستند با ادغام با جمعیتی که متعلق به قبیله‌هایشان بودند موقعیت خود را تثبیت کنند، به‌تدریج نفوذ خود را از دست دادند. الاشتر و یزید بن قیس، که قرار بود نقش برجسته‌ای در ناآرامی‌های بعدی ایفا کنند، از جمله این مهاجران اولیه بودند که می‌ترسیدند از موقعیت خود کنار گذاشته شوند. وضعیت آن‌ها زمانی بدتر شد که عثمان به جنگجویان قادسیه که اکنون در مدینه ساکن بودند اجازه داد سهم خود از زمین‌های عراق را با املاک در شبه‌جزیره عربستان معاوضه کنند. اجرای این اقدام ابتدا نیازمند تمایز دقیق بین املاک صوافی و زمین‌های ذمه بود. مهاجران اولیه گمان می‌کردند که در این اقدامات اداری متضرر خواهند شد. از ترس ضربه به حقوق ادعایی خود، موفق شدند سعید بن العاص را از مقامش برکنار کنند و سپس ابوموسی اشعری را به‌عنوان فرماندار کوفه انتخاب کردند. در جریان رویدادهایی که به قتل عثمان منجر شد، قرّاء نقش ثانویه‌ای داشتند، هرچند نام الاشتر در فهرست قاتلان دیده می‌شود. هنگامی که علی به نزدیکی کوفه رسید، رهبران قدرتمند قبایل به او نپیوستند. به نظر می‌رسد آن‌ها موضع بی‌طرفی را ترجیح می‌دادند که به نفع منافعشان بود. علی، که سیاستی اسلامی مبتنی بر برابری را دنبال می‌کرد، حتی قصد مصالحه با آن‌ها را نداشت. بنابراین، ائتلافی بین او و مهاجران اولیه ناامید شکل گرفت. گفته می‌شود الاشتر، حجر بن عدی و عدی بن حاتم از قرّاء بودند؛ اکنون آن‌ها رهبران شیعه شده بودند. در نبرد صفین، قرّاء به‌عنوان گروه‌های شبه‌قبیله‌ای جداگانه‌ای که از علی حمایت می‌کردند ذکر شده‌اند. هنگامی که معاویه پیشنهاد حل اختلافات از طریق داوری را مطرح کرد، قرّاء علی را به پذیرش این پیشنهاد ترغیب کردند، زیرا صلحی را متصور بودند که در آن علی بتواند سیاستی اسلامی را اجرا کند که جلوی برتری تازه‌واردان را بگیرد. وقتی احساس کردند رویاهایشان محقق نمی‌شود، علیه علی، که از لغو توافق خودداری کرد، موضع گرفتند. علی تلاش کرد این مخالفت داخلی خطرناک را با اعطای مناصب بالا به برجسته‌ترین قرّاء آرام کند، اما اکثریت قرّاء به دشمنان آشتی‌ناپذیر او تبدیل شدند. در جنبش خوارج در قرن اول هجری، آن‌ها اغلب به‌عنوان یکی از فعال‌ترین گروه‌ها ذکر شده‌اند.
با توجه به این نتایج جدید، به نظر می‌رسد که ارجاع به قرّاء به‌عنوان «قاریان قرآن» تا حدی پوچ و بی‌معنی باشد. شبان اولین کسی بود که تفسیر جدیدی پیشنهاد کرد. او معتقد است که قرّاء به معنای «روستاییان» (اهل القری) است و به کسانی اشاره دارد که در جنگ‌های اولیه (اهل الایام) علیه امپراتوری ساسانی شرکت داشتند، کسانی که املاک خالی جنوب عراق را اشغال کرده بودند و امتیازات واقعی‌شان از زمان حکومت عثمان مورد تهدید قرار گرفته بود. شبان و جی. اچ. ای. جوینبول شواهدی ارائه کرده‌اند که این نظریه را تأیید می‌کند، اما این تفسیر همچنان گمانه‌زنانه باقی مانده است. تفسیر قرّاء به‌عنوان «قاریان قرآن» به نظر می‌رسد نتیجه این واقعیت شناخته‌شده باشد که محمد معمولاً قاریانی را برای برانگیختن شور و اشتیاق جنگجویان مسلمان منصوب می‌کرد؛ علاوه بر این، قرّاء عراقی به قرآن استناد کرده بودند. اما آن‌ها این کار را نه به این دلیل انجام دادند که عقیده خاصی درباره قرآن داشتند، بلکه به این دلیل بود که می‌خواستند قضاوت قرآن را در آن موضوع خاص اجرا کنند، جایی که ارجاع در توافق صفین به یک «سنت» نامشخص برای منافعشان خطرناک به نظر می‌رسید. .

## در زمان خلافت عثمان
گروه قُرا، جنگجویان آغازینی از قبایل کوچک بودند که سیاست‌های عثمان آزرده گشته بودند و حس می‌کردند که با سیاست‌های قدرتمندسازی رئیس‌های قبایل سنتی، امتیازات آنها در خطر قرار گرفته است. با سیاست‌های تبعیض‌آمیز عثمان، زمین‌های سواد، از چنگ آنها در آمد. این گروه، نخستین گروهی بود که علیه خلافت عثمان شورید و در جریان قتل عثمان، رهبری معترضین، به دست این گروه بود.

## در زمان خلافت علی
علی وارد بصره شد و پول‌های بیت‌المال را به طور مساوی میان طرفدارانش تقسیم کرد. این عمل او، نشانگر عدالت و برابری‌طلبی مسلمین بود؛ مسلمانانی که در آغاز اسلام، برای آن جهاد کردند و مسلمانانی که بعدها در جنگ‌های آن شرکت جستند. او عبدالله بن عباس را به عنوان فرماندار بصره منصوب کرد تاکوفه را علیه معاویه، یارگیری کند. او در کسب ائتلاف گسترده موفق بود؛ چنان‌که دو گروه قُرا و قبایل سنتی را به گروه خودش ملحق کرد. گروه قُرا، علی را آخرین امیدشان برای بازپس‌گیری قدرت‌شان می‌دیدند و گروه‌های سنتی، که به خاطر سیاستِ برابرخواهانه علی در تقسیم غنائم، به گروه او پیوسته بودند. از میان این گروه‌ها، می‌توان به عمار بن یاسر (مهاجر)، قیس بن سعد بن عباده (انصار)، مالک اشتر نخعی (گروه قُرا) و اشعث بن قیس کندی (از رهبران سابق اهل رده که بعدها در زمره رهبران قبایل کوفی درآمد) اشاره کرد.
در زمان آتش‌بس در جنگ صفین، بیشتر افراد سپاه علی به حَکَمیت تن دادند؛ نماینده سوری‌ها (از شام)، عمر بن عاص بود. در حالی که نماینده عراقی‌ها (سپاه علی) هنوز مشخص نبود. در سپاه علی، دو دستگی پیش آمد. اشعث بن قیس و قُرا، از حکم علی سرباز زدند و با رد مالک اشتر و عبدالله بن عباس، بر روی ابوموسی اشعری پافشاری کردند. ابوموسی اشعری، مخالف علی بود، چرا که از مدت‌ها قبلتر، مردم را از همراهی علی بازداشته بود. ابوموسی اشعری مورد علاقه قرا بود، چرا که او بر سیاست مسامحه‌اش پافشاری کرده بود، در حالی که اشعث بن قیص امید داشت تا با کش دادن مذاکرات بین علی و معاویه، او بتواند قدرت سابق خود را بدست آورد. در نهایت، علی ابوموسی اشعری را به عنوان نماینده پذیرفت.